# میکل مولر
میکل مولر (استونیایی: Mihkel Müller; ۲۱ اکتبر ۱۸۸۷ – ۱۹ دسامبر ۱۹۷۰) کشتی‌گیر اهل استونی بود.
وی در مسابقات کشتی فرنگی میان‌وزن بازی‌های المپیک تابستانی ۱۹۲۰ شرکت کرده بود.